# Pomatoschistus norvegicus
 Pomatoschistus norvegicus és una espècie de peix de la família dels gòbids i de l'ordre dels perciformes.

## Morfologia
Els mascles poden assolir els 8 cm de longitud total.

## Distribució geogràfica
Es troba des de Lofoten fins a l'oest del Canal de la Mànega. També és present a la mar Mediterrània.